# Dobinea delavayi
Dobinea delavayi är en sumakväxtart som först beskrevs av Henri Ernest Baillon, och fick sitt nu gällande namn av Henri Ernest Baillon. Dobinea delavayi ingår i släktet Dobinea och familjen sumakväxter. Inga underarter finns listade i Catalogue of Life.